# Miami
Miami este un oraș în statul american Florida, capitala comitatului Miami-Dade.
La recensământul din 2000, populația orașului propriu-zis era de 362,470 locuitori, iar a întregii arii metropolitane, care include comitatele Miami-Dade, Broward și Palm Beach, de 5,5 milioane de persoane.
Miami este capitala economică a statului Florida și o stațiune turistică de renume mondial.
Miami este un centru major în finanțe, comerț, cultură, media, divertisment, artă și afaceri internaționale. În 2010, Miami a fost clasificat drept al șaptelea oraș din Statele Unite în privința finanțelor, comerțului, culturii, divertismentului, modei, educației și în alte sectoare. S-a clasat pe locul 33 în topul orașelor din lume. În 2008, revista Forbes a declarat Miami ca fiind ”Cel Mai Curat Oraș din America”, datorită calității aerului pe toată perioada anului, numeroaselor spații verzi, apei bune de băut, străzilor curate și programului răspândit de reciclare. Conform unui studiu din 2009 al UBS, Miami s-a clasat pe primul loc în privința celor mai bogate orașe din SUA și pe locul cinci ca putere de cumpărare. 
Miami este supranumit 'Capitala Americii Latine', este al doilea cel mai mare oraș din SUA (după El Paso) cu o majoritate vorbitoare de limbă spaniolă și cel mai mare oraș din punct de vedere al comunității cubano-americane.
Centrul orașului Miami și Sudul Floridei sunt casa celor mai mari concentrații de bănci internaționale din Statele Unite și este casa a multor companii mari, naționale și internaționale. Centrul Civic este un centru major pentru spitale, centre de cercetare, centre medicale și biotehnologie. Pentru mai mult de douăzeci de ani Portul din Miami cunoscut și ca, 'Capitala Croazierelor Lumii', a fost numărul unu în privința vaselor de croazieră și în curent este cel mai aglomerat port din lume în privința traficului de pasageri și vaselor de croazieră.

## Istoric
.

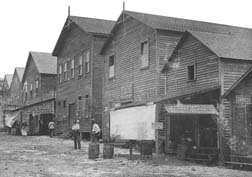
Circa 400 de oameni au votat pentru incorporarea orașului Miami în 1896 în clădirea aflată în stânga.

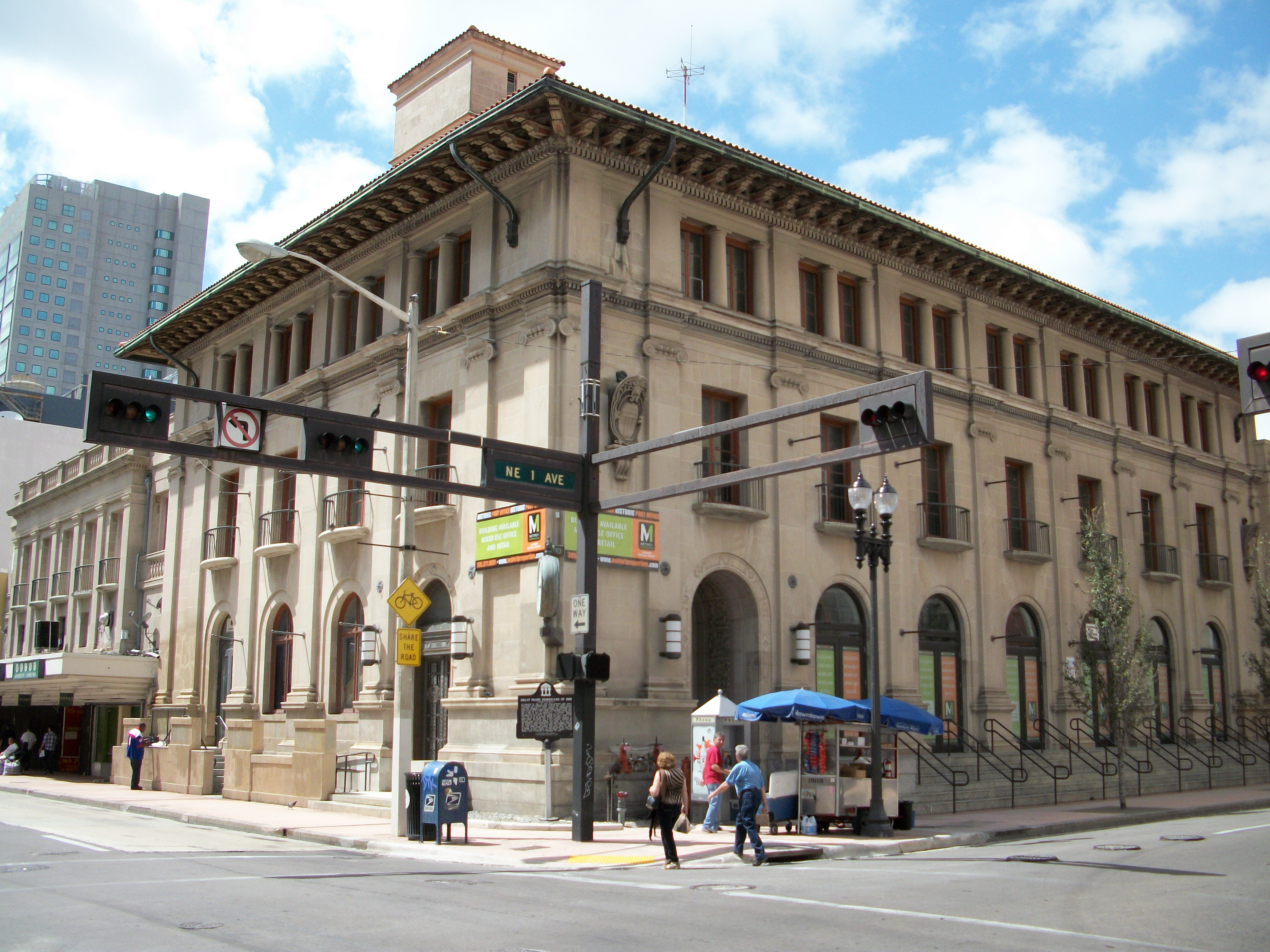
Downtown Miami Historic District este cel mai mare centru istoric al orașului, cu clădiri construite între 1896 și 1939 în inima centrului

Zona Miami a fost prima oară populată în urmă cu mai bine de o mie de ani de către Tequestas dar mai târziu a fost adjudecată de către Spania în 1566 de către Pedro Menendez de Aviles. O bază spaniolă a fost construită un an mai târziu în 1567. În 1836, a fost construit Fort Dallas și zona Miami a devenit ulterior scena bătăliilor din cel de-al doilea război Seminole.
Miami deține distincția de 'singurul oraș major din Statele Unite conceput de către o femeie, Julia Tuttle,' care a fost o crescătoare de citrice și înstărită din Cleveland. Zona Miami a fost cunoscută sub numele de 'Țara Biscayne Bay' în primii ani ai creșterii sale. Unii au publicat rapoarte despre această zonă spunând că zona arată ca o viitoare sălbăticie. Zona a fost de asemenea descrisă ca fiind 'una din cele mai bune zone pentru construit din Florida'. Marele îngheț din 1894-95 a încetinit creșterea orașului Miami din moment ce culturile au fost singurele din Florida ce au supraviețuit. Julia Tuttle ulterior l-a convins pe Henry Flagler, un magnat al căilor ferate, să își extindă căile ferate din zona de est a Floridei în această regiune, fapt pentru care a devenit cunoscută ca 'mama Miami-ului'. Miami a fost încorporat oficial ca oraș pe data de 28 iulie 1896 cu o populație de numai 300 de oameni. Numele se trage de la râul aflat în apropiere, Raul Miami, acesta fiind la rândul lui numit după Indienii Mayaimi care au locuit în trecut lângă lacul Okeechobee.
Miami a prosperat în timpul anilor 1920 și a cunoscut o creștere a populației și a infrastructurii dar s-a micșorat apoi după prăbușirea boom-ului de terenuri din Florida din anii '20, uraganului Miami din 1926 și marea criză din anii '30. Cand a început cel de-al doilea război mondial, Miami, datorită poziției sale pe coasta de sud a Floridei, a jucat un rol important împotriva submarinelor nemțești. Războiul a contribuit la expansiunea populației orașului; în 1940, 172,172 de oameni locuiau în oraș. După ce Fidel Castro a ajuns la putere în 1959, mulți cubanezi au căutat refugiu în Miami, crescând și mai mult numărul locuitorilor în Miami. În anii '80 și '90 numeroase crize au lovit Florida de Sud, inclusiv bătaia împotriva lui Arthur McDuffie și protestele ulterioare, războiul drogurilor, Uraganul Andrew și vacarmul Elian Gonzalez. La sfârșitul celei de a doua jumătăți a secolului douăzeci, Miami a devenit un centru financiar și cultural major internațional.
Miami și zona sa metropolitană au crescut de la numai o mie de locuitori până la o jumătate de milion de locuitori în numai 110 ani (1896-2006). Porecla orașului, The Magic City (Orașul Fermecat), provine de la creșterea sa rapidă. Cei care vizitau Miami pe perioada iernii remarcau faptul că orașul a crescut atât de mult într-un an ca prin magie.

## Geografie

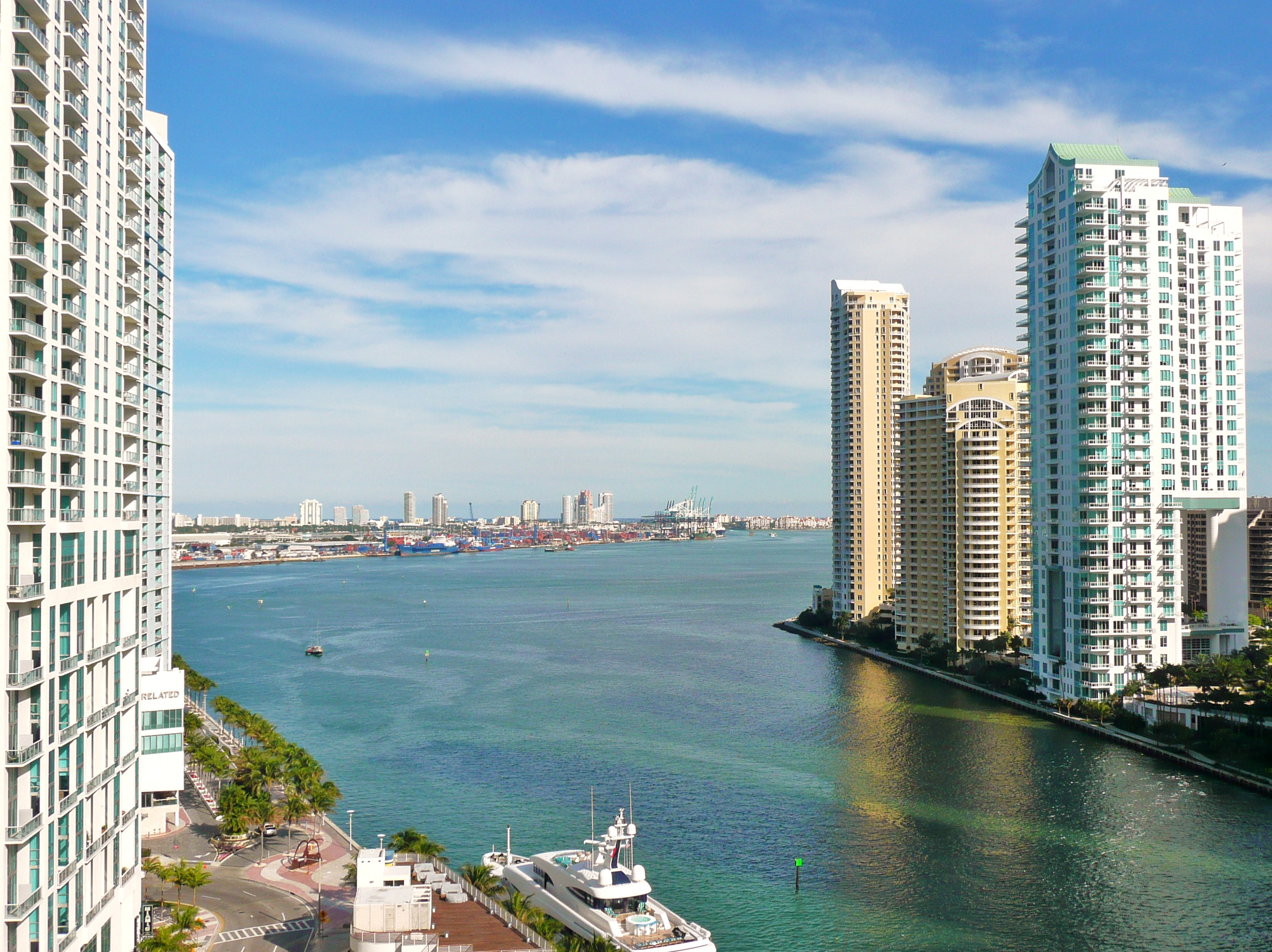
Gura de vărsare a râului Miami la Brickell Key.

Orasul Miami este casa a mai putin de 1 locuitor din 13 in Florida de Sud. Mai mult, 52% din populatia comitatului Miami nu locuieste in nici un oras incorporat.
Miami si suburbiile sale sunt locate pe un taram drept si intins intre Muntii Florida Everglades la vest si Golful Biscayne la est care la randul sau se intinde de la Golful Florida pana la nord la Lacul Okeechobee.
Nivelul solului nu depaseste 12 m si are o medie de 1.8 m deasupra oceanului in majoritatea cartierelor in special langa coasta. Cele mai mari ondulatii sunt gasite langa coasta Miami Rock Ridge, sub scoarta caruia se afla substratul ce gazduieste cea mai mare parte din estul zonei metropolitane Miami. Cea mai mare parte a orasului se afla pe marginea de langa Golful Biscayne si contine cateva sute de insule create natural si artificial, cele mai largi fiind Miami Beach si South Beach. Curentul Golfului, un curent cald, strabate orasul spre nord la 24 km de coasta, permitand vremii orasului sa fie calduroasa si linistita toata perioada anului.

## Cartiere

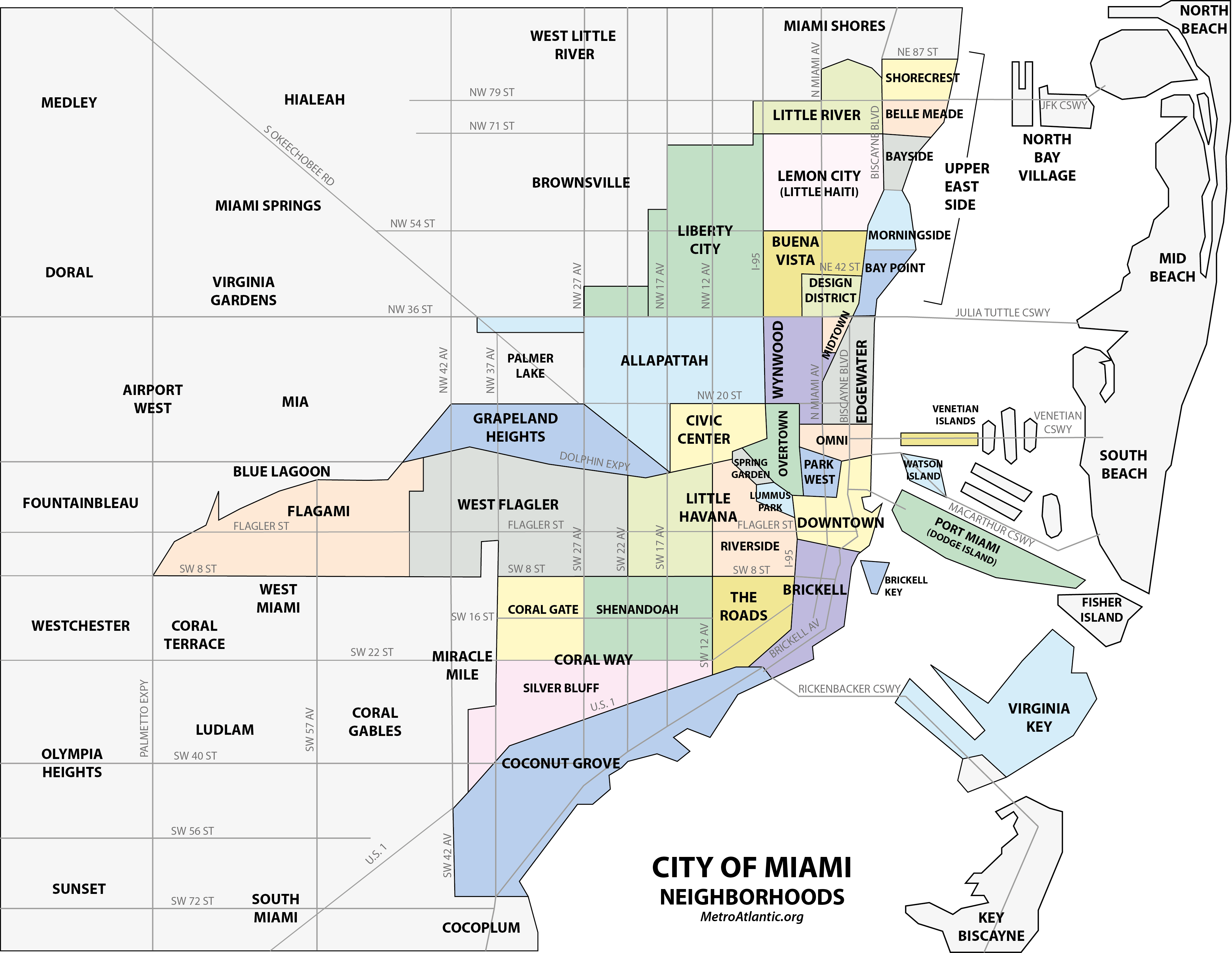
Harta cartierelor din Miami.

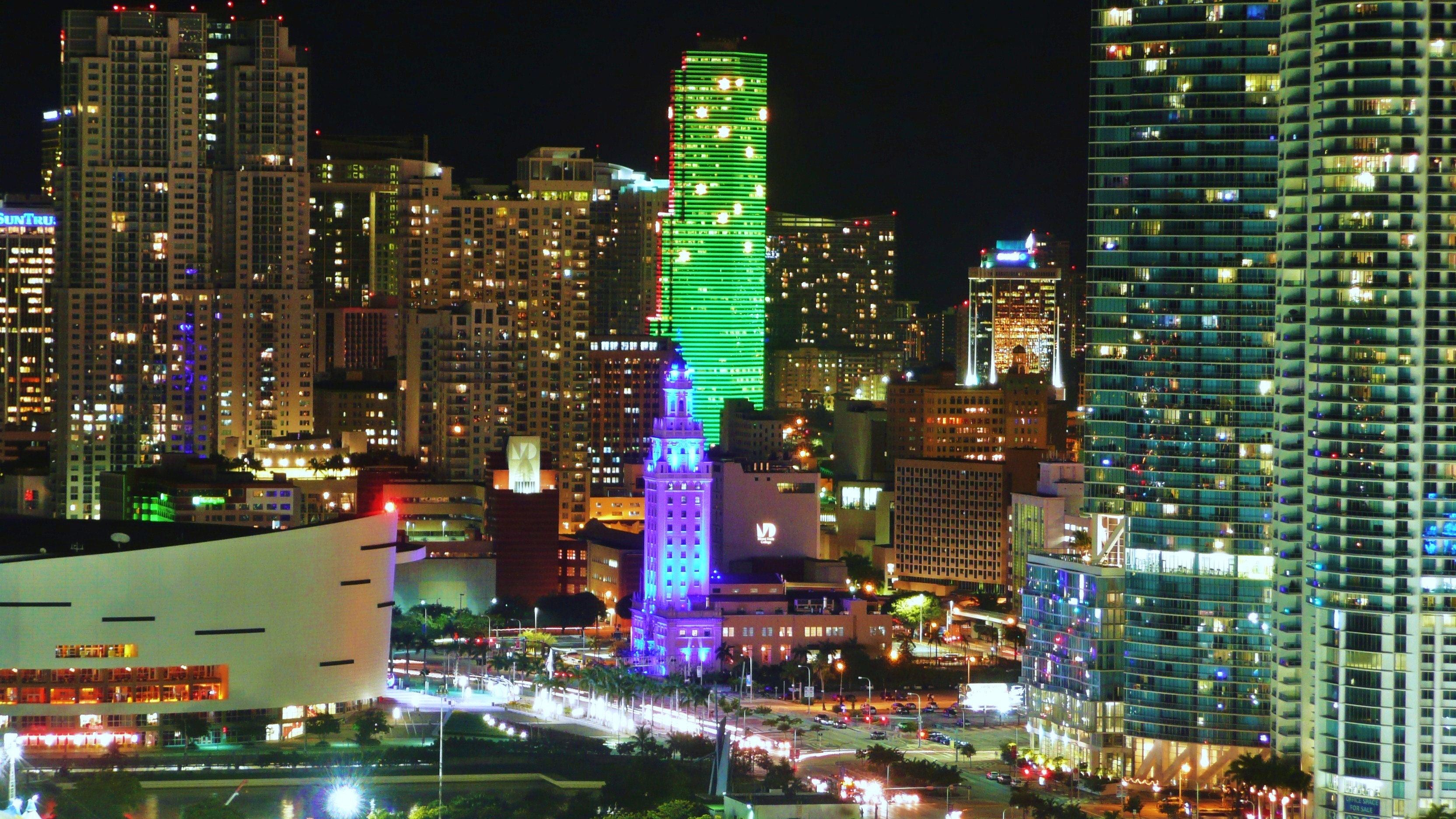
Centrul orașului Miami este cel mai rapid dezvoltat cartier al orașului.

Miami este impartit in mai multe sectiuni, Nord, Sud, Vest si Centru. Inima Orasului este Centrul Miami-ului si este situat in partea de est a orasului. Aceasta zona include Brickell, Virginia Key, Watson Island si Portul Miami. Centrul este centrul de afaceri al Floridei de Sud si cel mai mare si mai influential district de afaceri din Florida. Centrul Miami-ului are cea mai mare concentratie de banci internationale din Statele Unite impreuna cu Brickell Avenue. Centrul este de asemenea casa unor banci majore, judecatorii, centre financiare, culturale si atractii turistice, scoli, parcuri si zone rezidentiale majore. In estul Centrului, dupa Biscayne Bay se afla South Beach. La nord vest de Centru este Centrul Civic, care reprezinta centrul Miami-ului pentru spitale, institutii de cercetare si biotehnologie cu spitale cum ar fi Jackson Memorial Hospital, Miami VA Hospital si Scoala de Medicina Leonard M. Miller a Universitatii din Miami.
Partea de sud a Miami-ului contine Coral Way, The Roads si Coconut Grove. Coral Way este un cartier rezidential istoric, construit in 1922 ce leaga Centrul de Coral Gables si este casa numeroaselor case vechi si strazilor acoperite de copaci. Coconut Grove a fost stabilit in 1825 si este locatia primarie din Miami in Dinner Key, Coconut Grove Playhouse, CocoWalk, multe cluburi de noapte, baruri, restaurante si magazine fapt pentru care este foarte popular in randul studentilor. Este un cartier istoric cu strazi inguste si multi copaci. Coconut Grove are multe parcuri si gradini cum ar fi: Villa Vizcaya, The Kampong, The Barnacle Historic State Park si este casa Centrului de Conventie Coconut Grove, de asemenea multor dintre cele mai prestigioase scoli private din tara si numeroase cladiri istorice.
Partea de nord a Miami-ului include Midtown, un district cu o mare diversitate de locuitori, cu multi Vest Indieni, Hispanici, Europeni-Americani si artisti. Edgewater si Wynwood sunt cartiere din Midtown si contin multe cladiri rezidentiale zgarie-nori si sunt casa Centrului de Arta Adrienne Arsht. Cei mai bogati dintre locuitori locuiesc de obicei in partea de nord est, Midtown, Design District, si a zonei de sus din partea de est cu multi dintrei ei in cautare de locuinte din anii 1920 si a stilului MiMo Historic District, un stil arhitectural provenit din Miami-ul anilor 1950. Partea de sud a Miami-ului de asemenea contine un numar notabil de Afro-Americani si imigranti Caraibieni care formeaza comunitati in Little Haiti, Overtown (casa teatrului Lyric) si Liberty City.

## Cultură

### Divertisment și artă

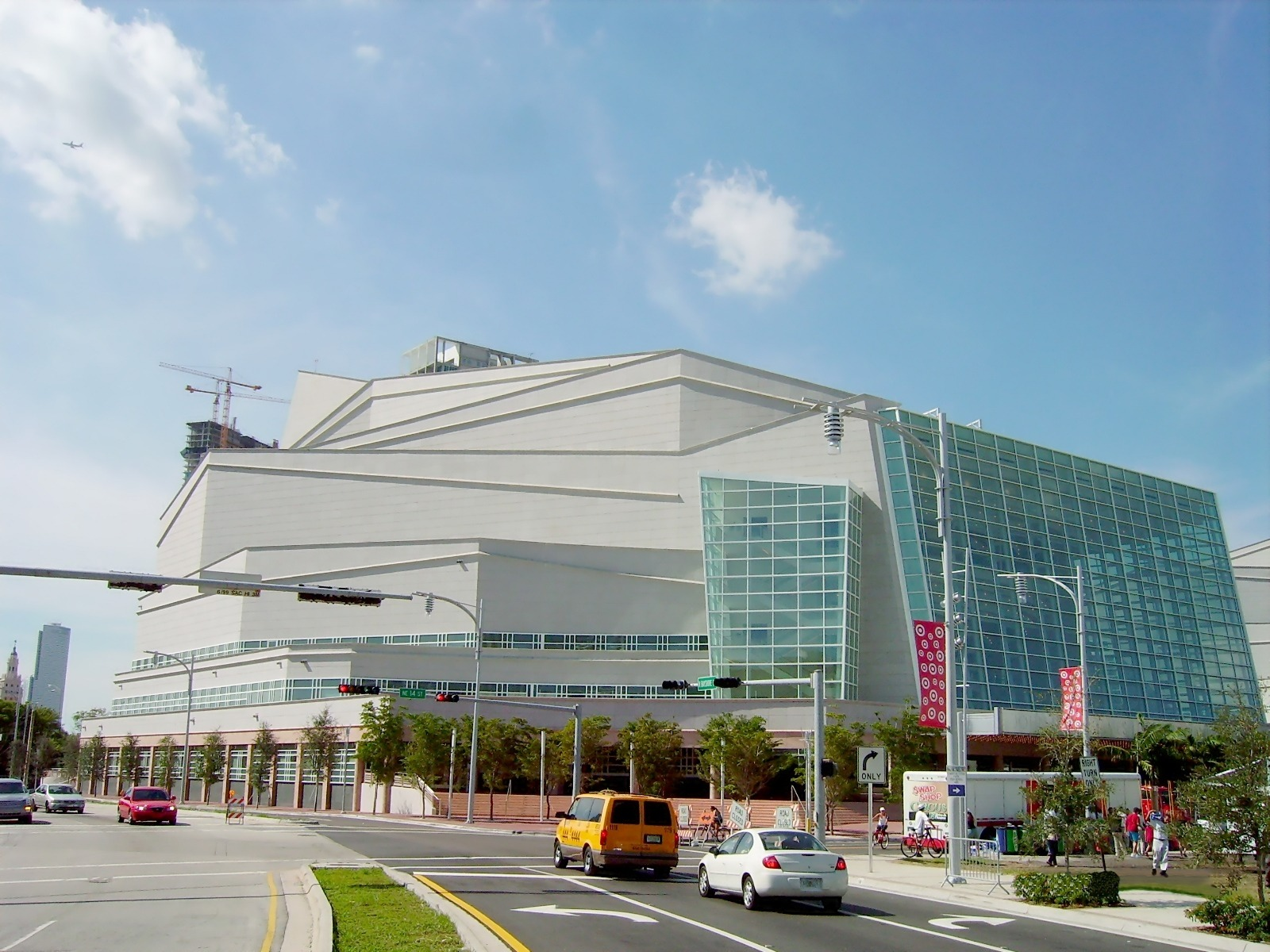
Adrienne Arsht Center for the Performing Arts este al doilea mare centru de artă din SUA.

Miami este casa multor evenimente de divertisment, teatre, muzee, parcuri și centre de artă. Ultima adiție a scenei artei în Miami este Adrienne Arsht Center for the Performing Arts, al doilea centru de artă din SUA după Lincoln Center din New York și găzduiește Marea Opera din Florida (Florida Grand Opera). În ea se regăsesc Ziff Ballet Opera House, cea mai mare scenă a centrului, Knight Concert Hall, Carnival Studio Theater și Peacock Rehearsal Studio. Centrul atrage multe opere de scară largă, baleturi, concerte și muzicaluri din întreaga lume și este cel mai mare centru de artă din Florida. Alte centre de artă în Miami: Gusman Center for the Performing Arts, Coconut Grove Playhouse, Colony Theatre, Lincoln Theatre, New World Center, Actor's House Playhouse at the Miracle Theatre, Jackie Gleason Theatre, Manuel Artime Theatre, Ring Theatre, Playground Theatre, Wertheim Performing Arts Center, Fair Expo Center și Bayfront Park Amphitheater pentru evenimente muzicale în aer liber.
Orașul atrage un număr larg de muzicieni, cântăreți, actori, dansatori și orchestratori. Miami are numeroase orchestre, simfonii și conservatoare de artă. Printre acestea se numără  Florida Grand Opera, Frost School of Music, Miami City Ballet, Miami Conservatory, Miami Wind Symphony, New World School of the Arts, New World Symphony Orchestra, de asemenea alte conservatoare de muzică, teatru, școli de artă ale universităților și școlilor din oraș.
Miami este de asemenea un major centru al modei, casă a unor modele de top ale lumii. Miami este de asemenea gazda multor evenimente de modă, incluzând Miami Fashion Week și Mercedes-Benz Fashion Week Miami ținut în Wynwood Art District.

## Muzee și artă
Orașul este casa numeroaselor muzee, multe dintre care sunt în centru. Acestea includ Frost Art Museum, HistoryMiami, Miami Art Museum, Miami Children's Museum, Miami Science Museum, Vizcaya Museum and Gardens și Miami-Dade Cultural Center, ce găzduiește Librăria Centrală din Miami. Miami este de asemenea gazda celei mai mari expoziții de artă din lume, numită ”Olympics of Art”, Art Basel Miami. Evenimentul este ținut anual în decembrie și atrage mii de vizitatori din întreaga lume.

## Parcuri

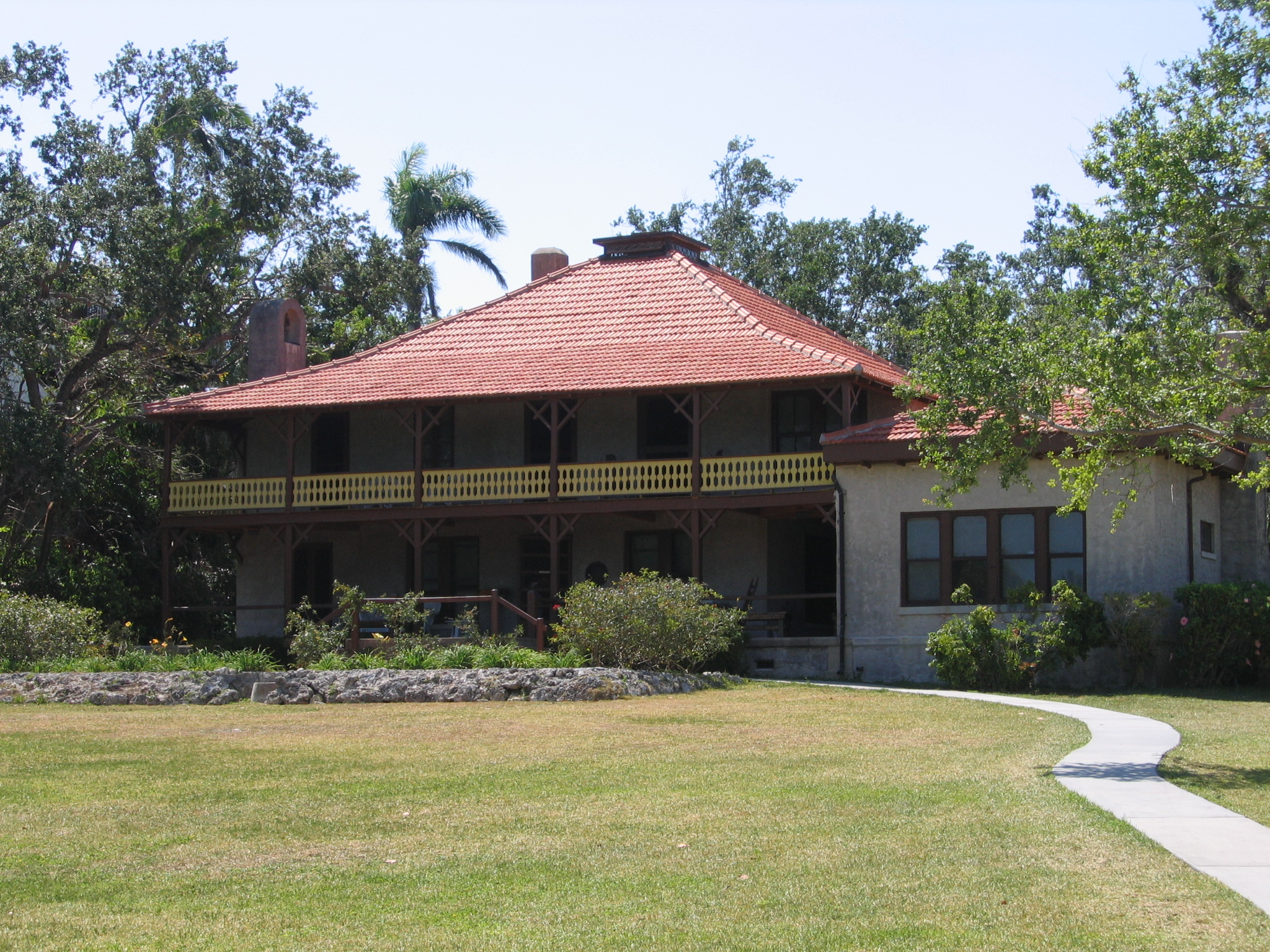
The Barnacle Historic State Park, construit în 1891 în cartierul Coconut Grove.

Clima tropicală a orașului Miami permite activități în aer liber pe toată durata anului. Orașul are numeroase porturi, râuri, golfuri, canale și deschidere la Oceanul Atlantic, ce face activități ca navigarea cu barca și pescuitul să fie unele populare în aer liber. Golful Biscayne are numeroase recifuri corale ceea ce face scufundatul foarte popular. Sunt peste 80 de parcuri și grădini în oraș. Cele mai mari și mai populare parcuri sunt în Bayfront Parl și Bicentennial Park (localizat în inima centrului, în preajma Arenei American Airlines și Bayside Marketplace), Grădina Botanică Tropicală Fairchild, Key Biscayne (Crandon Park și Bill Baggs Cape Florida State Park), Tropical Park, Peacock Park, Morningside Park, Virginia Key, și Watson Island.
Alte destinații populare în zonă includ Jungle Island, Zoo Miami, Miami Seaquarium, Coral Castle, St. Bernard de Clairvaux Church, și Charles Deering Estate.

## Muzică

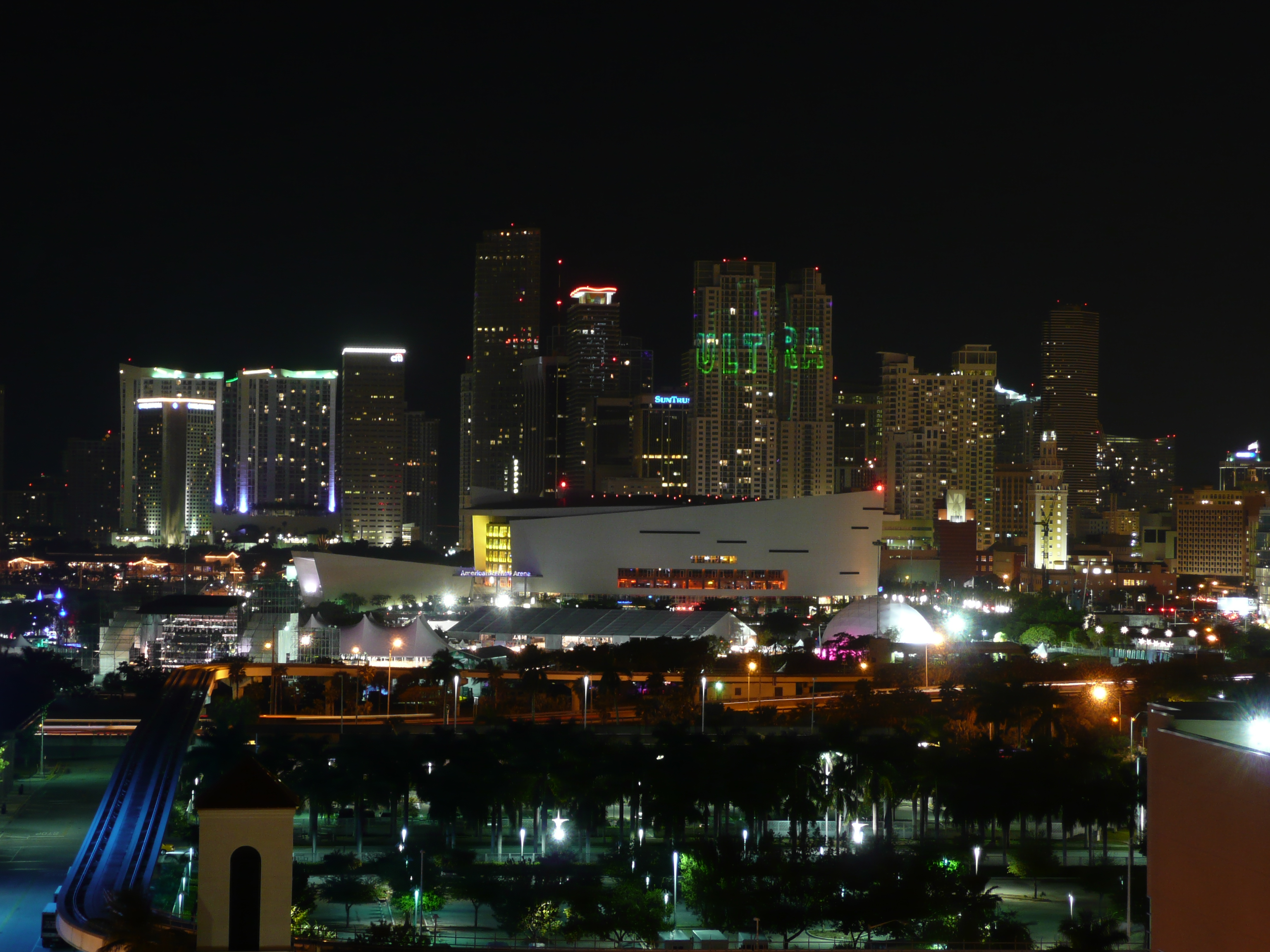
Orașul este un major centru de producție a muzicii și atrage numeroase festivale anuale ale muzicii precum Ultra Music Festival.

Muzica din Miami este variată. Cubanezi au importat conga și rumba de pe tărâmurile lor, popularizându-le instant în cultura americană.
Dominicanii au adus bachata și merengue, în timp ce Columbienii au adus vallenato și cumbia, iar Brazilienii, samba. Oamenii din Caraibe au adus reggae, soca, kompa, zouk, calypso și steel pan.
La începutul anilor 1970, discotecile din Miami au fost aduse la viață de TK Records împreună cu KC and the Sunshine Band, cu hituri precum "Get Down Tonight", "(Shake, Shake, Shake) Shake Your Booty" și "That's the Way (I Like It)" și grupul disco Latino-American Foxy, cu hiturile ”Get Off” și ”Hot Number”. Locuitorii din Miami, George McCrae și Teri DeSario au fost de asemenea artiști populari în anii disco 1970. Bee Gees s-au mutat în Miami în 1975 și au trăit acolo de atunci. Gloria Estefan și Miami Sound Machine au intrat în scena muzicii cu ritmul Cubanez și au avut succes uriaș în anii 1980 cu ”Conga” și ”Bad Boys”.
Miami este de asemenea considerat un punct fierbinte pentru muzica dance, Freestyle, un stil de muzică dance popular în anii 1980 și 1990, influențat de Electro, hip-hop și disco. Mulți artiști care au activat în Freestyle precum Pretty Tony, Debbie Deb, Stevie B și Exposé sunt originari din Miami. Formațiile de Indie/folk, Cat Power și Iron & Wine sunt stabilite în oraș, în timp ce artistul de hip-hop alternativ Sage Francis, artistul electro Uffie și duo-ul electroclash Avenue D s-au născut în Miami dar au performat peste tot în lume. De asemenea, formația de ska punk Against All Authority este din Miami și formațiile de rock/metal Nonpoint și Marilyn Manson s-au format în Fort Lauderdale. Ana Cristina, o artista Cubanez-Americană populară s-a născut în Miami în 1985 și a devenit prima persoana Hispanică din istorie care să performeze ”Star Spangled Banner” la o inaugurare prezidențială.
Anii 1980 și 1990 au adus de asemenea energia genului Miami Bass în sistemele audio ale autoturismelor și pe ringurile de dans din oraș. Miami Bass a dăruit artiști ca 2 Live Crew (featuring Uncle Luke), 95 South, Tag Team, 69 Boyz, Quad City DJ's, și Freak Nasty. Câteva exemple ale hiturilor lor sunt "Whoomp! (There It Is)" de Tag Team în 1993, "Tootsee Roll" de 69 Boyz în 1994, și "C'mon N' Ride It (The Train)" de the Quad City DJ's în 1996. Aceste melodii au ajuns în top 10 în topurile pop și a dat Miami Bassului un nou succes comercial.
Miami este de asemenea gazda unei scene vibrante de techno și dance și găzduiește Winter Music Conference, cel mai mare eveniment dance din lume, Ultra Music Festival și multe alte evenimente bazate pe muzica electronică. Alături de orașul vecin Miami Beach, Miami este gazda unor cluburi de noapte precum Space, Mansion Parkwest, Ink și Cameo. Orașul face parte din clubland alături de alte destinații precum Mykonos, Ibiza și Ayia Napa.
Sunt de asemenea mulți artiști rap și hip hop în Miami. Printre aceștia se numără Trick Daddy, Trina, Pitbull, Pretty Ricky, DJ Khaled, Flo Rida, Jackie-O, Rick Ross, DJ Laz și formația de Miami Bass, 2 Live Crew.

### Media

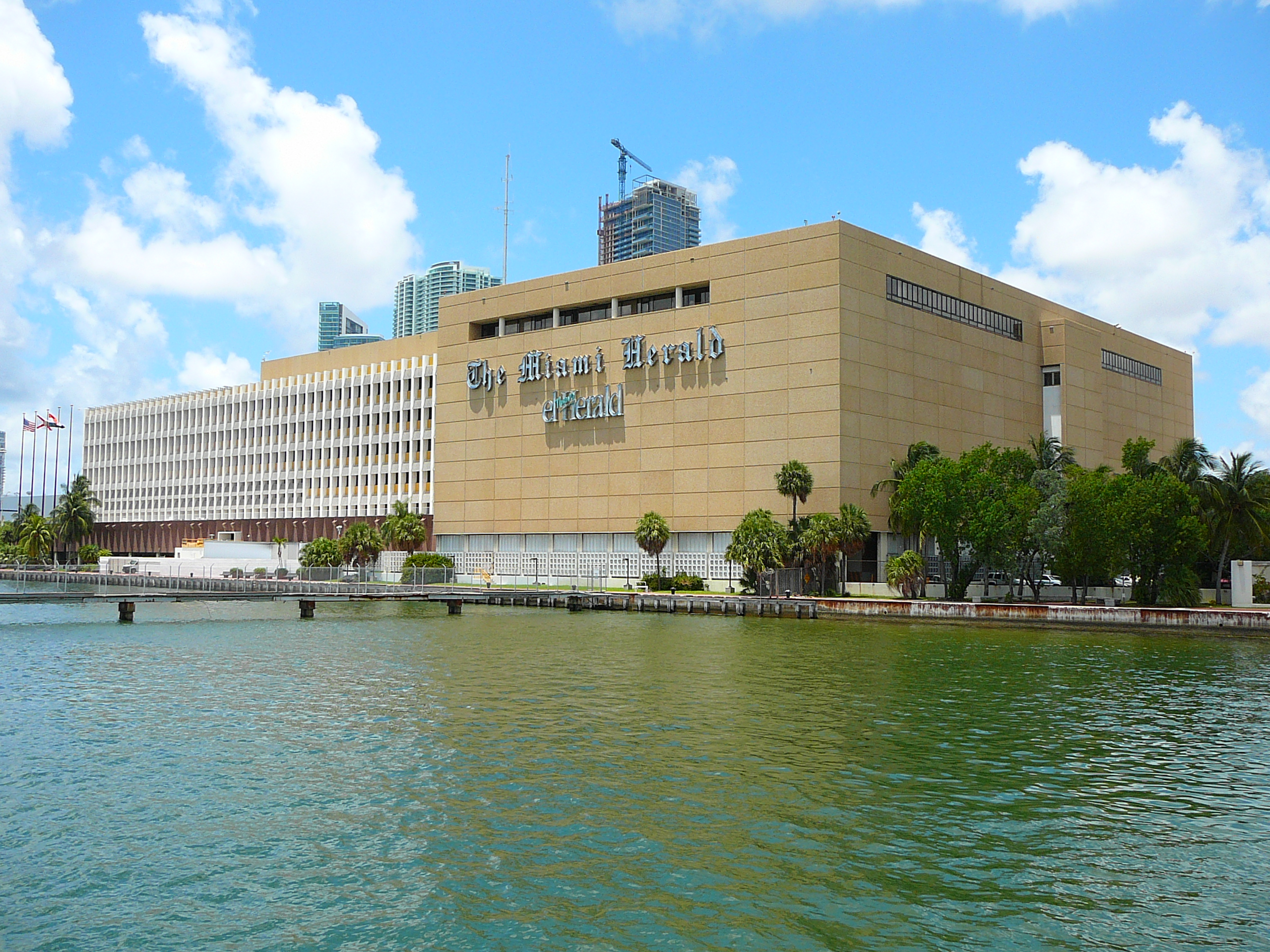
Sediile Miami Herald.

Miami are de asemenea una dintre cele mai mari piețe de televiziune din țară și a doua cea mai mare din Florida. Miami are de asemenea numeroase ziare majore, cel mai mare ziar fiind The Miami Herald. El Nuevo Herald este cel mai mare ziar în limba spaniolă. The Miami Herald și El Nuevo Herald sunt cele mai mari ziare din Miami și din sudul Floridei și amândouă își au sediile în centrul orașului în clădirea Herald Plaza.
Alte publicații majore includ Miami Today, găzduit în Brickell, Miami New Times, în Midtown, Miami Sun Post, South Florida Business Journal, Miami Times și Biscayne Boulevard Times. Câteva ziare în limba spaniolă adiționale, Diario Las Americas deservesc de asemenea orașul Miami. The Miami Herald este ziarul principal al orașului cu peste un milion de cititori și este găzduit în Herald Plaza. Alte ziare studențești de la câteva universități locale, precum cele mai vechi, The Miami Hurricane al Universității Miami, The Beacon al Universității Internaționale Florida, The Metropolis ziarul Colegiului Miami-Date, The Buccaneer al Universității Barry și multe altele. Multe cartiere și zone vecine de asemenea au ziarele lor locale precum Aventura News, Coral Gables Tribune, Biscayne Bay Tribune și Palmetto Bay News.
Un număr de reviste circulă prin zona metropolitană a orașului, inclusiv Miami Monthly, singurul regional din Sudul Floridei, Ocean Drive, o revistă socială și South Florida Business Leader.
Miami este de asemenea gazda și locul de producție unor mari rețele mondiale, case de discuri și fabrici, precum Telemundo, TeleFutura,  Galavisión, Mega TV, Univisión, Univision Communications, Inc., Universal Music Latin Entertainment, RCTV International și Sunbeam Television. Ăn 2009, Univisión și-a anunțat planurile de construcție a unui nou studio de producție în Miami, intitulat 'Univisión Studios'. Univisión Studios este momentan găzduit de Miami și va produce pentru toate rețelele Univisión Studios.
Miami este a 12-a cea mai mare piață de radio și a 7-a cea mai mare piață de televiziune din Statele Unite. Printre televiziunile din zona Miami se numără: WAMI (Telefutura), WBFS (My Network TV), WSFL (The CW), WFOR (CBS), WHFT (TBN), WLTV (Univision), WPLG (ABC), WPXM (ION), WSCV (Telemundo), WSVN (Fox), WTVJ (NBC), WPBT (PBS), și WLRN (also PBS). 

## Personalități marcante
- Enrique Iglesias (n. 1974), cântăreț, actor;
- Eva Mendes (n. 1974), actriță, cântăreață;
- William Benjamin Lenoir (1939 - 2010), cosmonaut;
- Patricia Cornwell (n. 1956), scriitoare;
- Steve Aoki (n. 1977), muzician;
- Bryan Michael Cox (n. 1977), producător muzical;
- Andre Berto (n. 1983), pugilist;
- Lil Pump (n. 2000), raper.